# Hishimonus compactus
Hishimonus compactus är en insektsart som beskrevs av Knight 1970. Hishimonus compactus ingår i släktet Hishimonus och familjen dvärgstritar. Inga underarter finns listade i Catalogue of Life.